# Misaki Park Stadium
Misaki Park Stadium (ze względów sponsorskich od 2013 Noevir Stadium Kobe) – wielofunkcyjny stadion znajdujący się w japońskim mieście Kobe. Pojemność tego obiektu wynosi 30 132 widzów. Swoje mecze rozgrywają tutaj drużyna piłkarska Vissel Kobe oraz klub rugby Kobe Steelers.

## Historia
Aby zorganizować Mistrzostwa Świata FIFA 2002, stadion został odnowiony i zwiększono pojemność stadionu. Stadion został otwarty pod nazwą Kobe Wing Stadium w listopadzie 2001 r. i miał pojemność 42 000 miejsc.
Rozegrano tu trzy mecze Mistrzostw Świata 2002:
- 5 czerwca: mecz grupowy Rosja – Tunezja
- 7 czerwca: mecz grupowy Szwecja – Nigeria
- 17 czerwca: mecz 1/8 finału Brazylia – Belgia[3]

Po zakończeniu Mistrzostw Świata, w 2003 r. obiekt ten stał się siedzibą klubu piłkarskiego Vissel Kobe. Pojemność stadionu ograniczono do 32 032 widzów.
W 2019 rozegrano tu cztery mecze Pucharu Świata w Rugby:
- 26 września: mecz grupowy Anglia – Stany Zjednoczone
- 30 września: mecz grupowy Szkocja – Samoa
- 3 października: mecz grupowy Irlandia – Rosja
- 8 października: mecz grupowy Południowa Afryka – Kanada[3]